# Telebasis gigantea
Telebasis gigantea – gatunek ważki z rodziny łątkowatych (Coenagrionidae). Występuje na terenie Ameryki Południowej.